# Statut des femmes à l'époque mérovingienne
Le statut des femmes à l'époque mérovingienne concerne une période allant du Ve siècle à 751, date du couronnement de Pépin le Bref. Si la société mérovingienne est patriarcale, les femmes libres disposent néanmoins d'un certain nombre de droits.

## Continuités par rapport à l'Empire romain
Les Mérovingiens règnent sur un peuple principalement composé d'individus que les textes législatifs désignent comme Romains. À l'instar des autres rois barbares, les souverains mérovingiens prennent soin de conserver l'ancienne législation impériale et ordonnent que chaque individu soit jugé en fonction de son identité ethnique. C'est le principe de personnalité des lois.
Dès lors, la majorité des femmes libres (un droit particulier s'applique aux esclaves) conserve un statut défini par la législation romaine, le statut d'une « éternelle mineure ». En ce qui concerne les documents typiquement mérovingiens, ils témoignent plutôt d'un « accroissement des droits des filles » (Sylvie Joye). Néanmoins, tout comme les femmes romaines, les femmes franques restent subordonnées à la volonté des hommes de leur entourage, qui détiennent le droit et le devoir du mund.
De la même façon, les droits romain et franc s'accordent sur les contraintes liées au mariage (limites d'âge, interdiction du mariage consanguin...) - les filles peuvent être mariées à l'âge de 12 ans, contre 15 pour les garçons - même s'ils diffèrent sur le plan du transfert des biens.

## Droits et devoirs

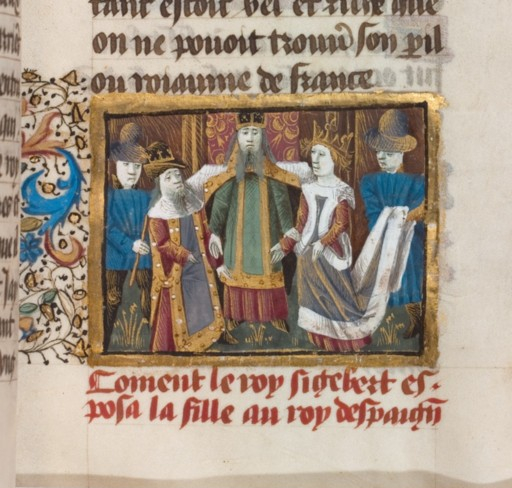
Manuscrit du XVe siècle représentant le mariage de Sigebert Ier et Brunehilde.

- Wergeld : la loi salique indique que le wergeld d'une femme libre est équivalent à celui d'un homme libre, soit 200 sous. Il est doublé si la femme est en âge de procréer[2] et triplé si elle est enceinte. Au contraire, si la femme est ménopausée l'amende est moindre.

- Héritage : les femmes mérovingiennes peuvent hériter de leurs parents et de leurs maris, sauf lorsqu'il s'agit de terres saliques (tant qu’il reste des héritiers mâles). C'est pourquoi certaines filles sont placées au couvent, afin de préserver les patrimoines[2].

- Mariage : Le mariage n'est pas christianisé (il apparaît pour la première fois comme un sacrement dans un décret de Lucien III en 1184). Contrairement au droit romain, qui impose au père de la mariée de verser une importante dot, le droit mérovingien prévoit que le plus gros transfert de biens se fasse du marié vers le père de la future épouse (versement d'arrhes pour l'achat du mund de la femme). Il prévoit également qu'un tiers des biens du marié (la tertia[2], un douaire) revienne à sa femme à son décès. « Il ne s'agit pas d'acheter sa fiancée : cette somme scelle le lien entre les deux familles et marque le consentement du père ». Elle peut gérer ce bien mais pas l'aliéner. Le Morgengabe (« don du matin ») est un autre transfert de biens, dont bénéficie la mariée au lendemain de ses premières noces, seulement si elle est vierge, et qui est destiné à pourvoir les enfants du couple[2]. Dot et Morgengabe servaient en principe à constituer le douaire de la future veuve.

- Veuvage : Les veuves mérovingiennes sont traditionnellement vouées à Dieu et leurs intérêts sont protégés par l'Église, ce qui peut les protéger des pressions des prétendants, ceux-ci cherchant à mettre la main sur leur patrimoine en les épousant en secondes noces. Les veuves sont ainsi plus libres que les femmes mariées dans leur façon de mener leur existence[2]. Elles peuvent cependant prononcer des vœux sans être consacrées ce qui rend les prétendants « moins regardants »[2] et implique des remariages assez fréquents.

En résumé et selon Sylvie Joye, le droit mérovingien garantit aux femmes une plus grande autonomie économique que le droit romain, mais dans les faits, leur capacité d'action, notamment en politique, est réduite.

## Une image déformée
L'image contemporaine des femmes mérovingiennes est en partie déformée par la vision qu'en ont les clercs de l'époque. Ainsi, Grégoire de Tours peut parfois rendre certaines reines - comme Brunehaut et Frédégonde - responsables des intrigues et des querelles successorales. Il les montre influentes mais aussi insidieuses et caractérielles[réf. nécessaire].
L'analyse que les historiens allemands du XIXe siècle ont faite du mariage chez les peuples germaniques est également sujette à caution. La réalité des mariages polygames est plutôt douteuse, même si les concubines royales sont avérées, et le mariage par rapt (ou Raubehe) n'est pas plus légal chez les barbares que chez les Romains.

## Reines mérovingiennes
| - Basine, princesse thuringienne, reine des Francs saliens par son mariage avec Childéric Ier, mère de Clovis Ier - Clotilde (c.473/475-545), princesse burgonde, devenue reine des Francs en épousant Clovis, qu'elle contribue à convertir au christianisme - Suavegothe, seconde épouse de Thierry Ier (roi de Reims), issue de la famille royale de Burgondie - Ultrogothe (c.510 - apr.558), épouse de Childebert Ier (roi de Paris) - Ingonde (c. 499-c.546), épouse de Clotaire Ier, mère de Caribert Ier, Sigebert Ier et Gontrand - Gondioque (?-?), épouse de Clodomir, roi d'Orléans, puis de Clotaire, roi de Soissons - Arégonde (c.515 - 573/579), l'une des sept épouses de Clotaire Ier, mère de Chilpéric Ier - Radegonde (c.520-587) est une princesse thuringienne, une des sept épouses de Clotaire Ier - Chunsine, une des sept épouses de Clotaire Ier - Deoteria reine des Francs (v.533 à +536) de par son deuxième mariage avec Thibert Ier, roi de Reims, mère de Théodebald ; répudiée en 540 - Wisigarde (?-553) épouse de Thibert Ier, roi de Reims, en 540, après avoir la répudiation de Deoteria - Vultrade (530-570) épouse de Thibaut, roi de Reims, puis de Clotaire Ier qui la répudie et la donne en mariage au duc des bavarois Garibald. Fille du roi des Lombards Waccho et sœur de Wisigarde - Ingeberge (c.519-589), première épouse de Caribert Ier, roi de Paris, répudiée - Méroflède, concubine puis épouse de Caribert Ier de même que sa sœur Marcowefa, ce qui lui vaut d'être excommunié - Marcowefa, concubine puis épouse de Caribert Ier de même que sa sœur Méroflède, ce qui lui vaut d'être excommunié - Théodechilde (femme de Caribert Ier), seconde épouse du roi franc de Paris Caribert Ier - Vénérande, concubine de Gontran, roi de Bourgogne - Marcatrude, Fille de Magnachaire, duc des « Francs dits Transjurans », seconde épouse de Gontran, répudiée en 565 - Austregilde, troisième femme du roi Gontran après la répudiation de Marcatrude - Brunehaut (c.547-613), épouse de Sigebert Ier, puis régente d'Austrasie, mère de Childebert II - Audovère première épouse de Chilpéric Ier - Galswinthe (c.546-568), sœur de Brunehaut, seconde épouse de Chilpéric Ier - Frédégonde (c.545-597), concubine puis épouse de Chilpéric Ier, mère de Clotaire II - Faileube (?-596), épouse de Childebert II roi d'Austrasie, mère de Théodebert II et Thierry II - Bilichilde (?-610), épouse de Thibert II, roi d'Austrasie - Théodechilde (femme de Thibert II) (?-613), devient en 6092 la seconde épouse de Thibert II, roi d'Austrasie - Ermenberge épouse peut-être, en 606, le roi de Bourgogne Thierry II - Haldetrude première épouse de Clotaire II, roi de Neustrie - Bertrude seconde épouse de Clotaire II, roi de Neustrie, mère de Dagobert Ier - Sichilde concubine puis épouse de Clotaire II, mère de Caribert II - Gomatrude sœur cadette de Sichilde, et première épouse de Dagobert Ier. - Nantilde (c.609-642), troisième épouse de Dagobert Ier, mère de Clovis II. - Ragnétrude concubine de Dagobert Ier, mère de Sigebert III - Wulfégonde épouse de Dagobert Ier. - Berchilde épouse de Dagobert Ier. - Chimnechilde épouse de Sigebert III, roi d'Austrasie, mère de Dagobert II et Bilichilde - Bathilde (c.630-680), épouse de Clovis II roi de Neustrie et de Bourgogne, mère de Clotaire III, Childéric II et Thierry III - Bilichilde (c.654-675), fille de Sigebert III et Chimnechilde, épouse de Childeric II, assassinée avec son mari - Clotilde, épouse de Thierry III et régente après sa mort, mère de Clovis IV et Childebert IV |

## Autres personnalités mérovingiennes
- Alpaïde seconde épouse de Pépin de Herstal, maire du palais d'Austrasie
- Audoflède (v. 470 - † v. 526) fille de Childéric Ier et sœur de Clovis Ier, épouse de Théodoric le Grand ; reine du Royaume ostrogoth.
- Adaltrude noble franque de la fin du VIIe siècle et du début du VIIIe siècle, fille de Berchaire, maire du palais de Neustrie, et épouse de Drogon, duc de Champagne.
- Amalberge de Tamise moniale ermite chrétienne.
- Anseflède noble franque et femme de Waratto, maire du palais de Neustrie sous Thierry III, mère d'Anstrude
- Anstrude noble franque de la fin du VIIe siècle, fille de Waratto, maire du palais de Neustrie, et d'Anseflède, et épouse de Berchaire, maire du palais de Neustrie, mère d'Adaltrude
- Aude (732 ? - après 755 ?) fille de Charles Martel et probablement de Rotrude, mère de saint Guillaume de Gellone.
- Basine fille de Chilpéric Ier et d'Audovère. Elle fut religieuse à l'abbaye Sainte-Croix de Poitiers, et participa à la révolte des nonnes en 589.
- Baudonivie historienne des VIe et VIIe siècles, compagne et biographe de sainte Radegonde, morte après 614
- Begge d'Andenne épouse d'Ansegisel, mère de Pépin le Jeune, fondatrice de l'abbaye d'Andenne
- Clodoswinthe fille de Sigebert Ier et de Brunehaut, fiancée à Authari, roi des Lombards, puis à Récarède, roi des Wisigoths, * Clotilde fille de Clovis. Reçoit le royaume de Toulouse en 511 après la mort de son père, épouse en 526 Amalaric, roi des Wisigoths.
- Clodoswinthe fille de Clotaire Ier. Épouse Alboïn, fils du roi Lombard Audouin en 558.
- Emma fille de Clotaire II, reine de Kent par son mariage avec le roi Eadbald
- Ermintrude nonne et membre de l'aristocratie mérovingienne morte à Paris vers 600, en laissant le seul testament écrit de femme conservé de l'époque mérovingienne
- Geneviève de Paris (Saint Geneviève) (c.420-500)
- Gertrude de Nivelles fille de Pépin de Landen et d'Itte Idoberge, abbesse de l'abbaye de Nivelles
- Glossinde de Metz fille de Wintrio, duc de Champagne et chef des leudes d’Austrasie, fondatrice de l’abbaye Sainte-Glossinde
- Ingonde fille de Sigebert Ier et de Brunehaut, épouse Herménégild, roi Wisigoth, déportée à Carthage par Leovigild
- Irmina d'Oeren (?- morte entre 704 et 710), est en 697 la cofondatrice, avec saint Willibrord, et la bienfaitrice de l'abbaye d'Echternach
- Itte Idoberge épouse de Pépin l'Ancien, fondatrice de l'abbaye de Nivelles, mère de Begga.
- Landrade de Munsterbilzen fondatrice de l'abbaye de Munsterbilzen, en Belgique
- Leubovère, abbesse de Sainte-Croix de Poitiers, contre laquelle se révoltent les moniales conduites par les princesses de la princesse Chrodielde et Basine.
- Odile de Hohenbourg (Sainte Odile) fille du duc Etichon-Adalric d'Alsace, fondatrice et abbesse du monastère de Hohenbourg, sur l'actuel mont Sainte-Odile.
- Placidina aristocrate de l'Auvergne wisigothique épouse du comte Apollinaire de Clermont
- Plectrude ou Plectrudis (c.650 et morte après 717), fille de Hugobert, sénéchal de Clovis III, et probablement d'Irmina d'Oeren1, fut une épouse de Pépin de Herstal, maire du palais d'Austrasie
- Rigonde fille de Chilpéric Ier et de Frédégonde, fiancée à Recarède, fils aîné de Léovigild.
- Ségolène de Troclar (sainte Ségolène) vécut au VIIe siècle en région Midi-Pyrénées.
- Théodechilde fille de Thierry Ier, probablement épouse de Hermégiscle, roi des Warnes
- Théodelinde de Bavière fille de Garibald Ier de Bavière et de Vuldetrade. Épouse Childebert II, mais Brunehaut fait annuler ce mariage en 585. Elle épousera en deuxièmes noces Authari, roi des Lombards.
- Theudesinde fille de Radbod, roi des Frisons, épouse du pépinide Grimoald I